# Panthers Parma 2019
Questa voce raccoglie le informazioni riguardanti i Panthers Parma nelle competizioni ufficiali della stagione 2019.

## Roster
| Roster dei Panthers Parma (2019) |
| --- |
| Quarterback - 5 Reilly Hennessey - 7 Davide Rossi Running Back - 32 Giacomo Grossi - 45 Adje Jordan Robinson - 33 Alessandro Malpeli Avalli - 4 Modeste Pooda Wide Receiver - 20 Simone Alinovi - 18 Silvester Ampomah - 17 Alessandro Felisa - 83 Tommaso Felisa - 81 Vincenzo Ferraro - 6 Tommaso Finadri - 13 Ndjaga Mboup - 80 Olmo Patrizi - 11 Giorgio Polidori - 88 Dario Zatti Offensive Linemen - 72 Michele Bianchi - 72 Abib Gueye - 76 Cristian Mattarei - 51 Francesco Menozzi - 59 Stefano Orrù - 69 Franco Pedrotti - 63 Mattia Penini - 79 Vincenzo Rampini Defensive Linemen - 52 Vanni Belli - 1 Michele Canali - 60 Diego Dallatommasina - 91 Bryan Enchill - 93 Gianmarco Grossi - 94 Edoardo Mazzanti - 30 Oumar Niang - 66 Joe Vellano Linebacker - 56 Alex Baraldi - 25 Alessandro Bernazzoli - 34 Andrea Brianti - 44 Derrick Bryant - 39 Marco dalla Bernardina - 21 Alex Erioldi - 50 Matteo Froldi - 28 Marcello Leone Defensive Back - 23 Francesco Diaferia - 19 Luca Fietta - 24 Michelangelo Leone - 40 Federico Rossi - 43 Anton Shkreli - 22 Massimiliano Spaggiari - 27 Francesco Vasini Special Team - 10 Matteo Felli K Coaching staff Andrew Papoccia (HC/OC) · Giampaolo Zardin (DC/LB) · Giovanni Rossi (QB) · Sandrino Baci (WR) · Massimiliano Zatti (RB) · Michele Scatola (DL) · David Montaresi (DB) |

## Campionato I Divisione 2019

### Stagione regolare
| Arbitri: | Marcuccetti U. di Bari I. Conti L. Ferracuti S, d'Amato E. Moselli E. di Battista |

| |           | |
| Albertson 2':42" Q1 (TD) 5yd pass from Hughes III C. Brancaccio Q1 (pat) C. Brancaccio 3':42" Q2 (FG) 17yd | Marcatori | Malpeli Avalli 8':29" Q2 (TD) 23yd run Felli Q2 (pat) Malpeli Avalli 1':50" Q2 (TD) 15yd run Felli Q2 (pat) |

| Arbitri: | F. Mariotti Camossa I. Conti D. Vitale M. Americi D. Curatolo S. Mari... |

| |           | |
| Hawthorne 0':42" Q2 (TD) 6yd run Carboni 6':15" Q3 (TD) 13yd pass from Hawthorne Nacita 3':15" Q3 (TD) 35yd interception return Carboni Q3 (tpc) pass from Nacita 6':04" Q4 (TD) 16yd pass from Hawthorne F. Camorani Q4 (pat) | Marcatori | Malpeli Avalli 9':00" Q1 (TD) 56yd run Felli Q1 (pat) Alinovi 6':14" Q1 (TD) 59yd pass from D. Rossi Felli Q1 (pat) Felli 9':27" Q2 (FG) 38yd |

| Arbitri: | Sala N. Fani Tomaz R. Rettani V. Vitelli A. Visconti |

|                                                     |           | |
| Felli 9':06" Q3 (FG) 42yd Felli 0':43" Q3 (FG) 47yd | Marcatori | D. Gahafer 7':58" Q1 (TD) 4yd run della Vecchia Q1 (pat) Bonacci 0':48" Q1 (TD) 22yd pass from D. Gahafer Simone 0':48" Q4 (TD) 20yd pass from D. Gahafer della Vecchia Q4 (pat) |

| Arbitri: | S. d'Amato Sala A. Ferrarini F. Antonelli A. Sartini N. Janicijevic G. Levantino |

| |           | |
| Zahradka 8':50" Q2 (TD) 2yd run Bonaparte 7':59" Q3 (TD) 28yd run P. Stillitano 2':57" Q3 (TD) 12yd pass from Zahradka P. Previtali Q3 (pat) | Marcatori | Pooda 1':22" Q1 (TD) 5yd run Bryant 10':33" Q4 (TD) 6yd run Felli Q4 (pat) Team 1':23" Q4 (saf) di Tunisi 21yd rush for loss to 0yd Ferraro 0':26" Q2 (TD) 13yd pass from D. Rossi Felli Q4 (pat) |

| Arbitri: | Zampedri R. Buran G. Sanfelice F. Antonelli A. Sartini V. Vitelli R. Rettani |

| |           |                                                                 |
| Alinovi 8':15" Q2 (TD) 18yd pass from D. Rossi Felli Q2 (pat) Alinovi 11':40" Q3 (TD) 5yd pass from D. Rossi Felli Q3 (pat) Team 8':21" Q3 (saf) Pooda 6':15" Q3 (TD) 66yd run Felli Q3 (pat) Alinovi 4':16" Q3 (TD) 51yd punt return Felli Q3 (pat) Polidori 3':49" Q3 (TD) 2yd pass from D. Rossi Felli Q3 (pat) Felli 1':57" Q4 (FG) 34yd | Marcatori | Germany 8':44" Q4 (TD) 22yd pass from Fimiani W. Testa Q4 (pat) |

| Arbitri: | R. Passalacqua Gaias I. Conti D. Vitale N. Pizzorno S. Bernini S. Mari... |

| |           | |
| Pooda 7':05" Q1 (TD) 2yd pass from Hennessey Felli Q1 (pat) Alinovi 3':40" Q1 (TD) 19yd pass from Hennessey Felli Q1 (pat) Alinovi 2':26" Q2 (TD) 32yd pass from Hennessey Felli Q2 (pat) Hennessey 7':41" Q3 (TD) 10yd run Felli Q3 (pat) Canali 2':42" Q4 (TD) 14yd pass from Hennessey Felli Q4 (pat) | Marcatori | J. Flanders 4':53" Q2 (TD) 51yd run M. Zanetti Q2 (pat) J. Flanders 1':48" Q2 (TD) 64yd run A. Nadalini 9':04" Q4 (saf) |

| Ciampino 5 maggio 2019, ore 15:30 | Ducks Lazio | 20 – 30 (0-7 8-7 6-3 6-13) referto | Panthers Parma | C.S. Arnaldo Fuso (200 spett.) |
| T. Johnson 3':32" Q2 ( TD ) 5yd run T. Johnson Q2 ( tpc ) rush L. Melchiorre 10':01" Q3 ( TD ) 5yd pass from T. Johnson L. Melchiorre 6':53" Q4 ( TD ) 58yd pass from T. Johnson Marcatori Pooda 6':48" Q1 ( TD ) 3yd run Felli Q1 ( pat ) Finadri 0':19" Q2 ( TD ) 2yd pass from R. Hennessey Felli Q2 ( pat ) Felli 2':00" Q3 ( FG ) 21yd Pooda 8':00" Q4 ( TD ) 1yd run Canali 4':33" Q4 ( TD ) 19yd pass from R. Hennessey Felli Q4 ( pat ) |             | |                |                                |
| |             | |                |                                |
| T. Johnson 3':32" Q2 (TD) 5yd run T. Johnson Q2 (tpc) rush L. Melchiorre 10':01" Q3 (TD) 5yd pass from T. Johnson L. Melchiorre 6':53" Q4 (TD) 58yd pass from T. Johnson | Marcatori   | Pooda 6':48" Q1 (TD) 3yd run Felli Q1 (pat) Finadri 0':19" Q2 (TD) 2yd pass from R. Hennessey Felli Q2 (pat) Felli 2':00" Q3 (FG) 21yd Pooda 8':00" Q4 (TD) 1yd run Canali 4':33" Q4 (TD) 19yd pass from R. Hennessey Felli Q4 (pat) |                |                                |

| Arbitri: | E. Smith N. Fani G. Rizzello F. Antonelli A. Sartini R. Buran R. Rettani |

| |           | |
| Polidori 7':54" Q1 (TD) 14yd pass from Hennessey Felli Q1 (pat) Felli 3':01" Q1 (FG) 27yd Polidori 9':24" Q2 (TD) 86yd pass from Hennessey Felli Q2 (pat) Pooda 2':33" Q2 (TD) 5yd run Felli Q2 (pat) Ampomah 10':54" Q3 (TD) 6yd pass from Hennessey Felli Q3 (pat) Pooda 7':59" Q4 (TD) 53yd run Felli Q4 (pat) | Marcatori | M. Wacoubo 5':24" Q2 (TD) 79yd pass from M. Wright jr. T. Seck Q2 (tpc) pass from M. Wright jr. J. Salsa 0':15" Q2 (TD) 24yd pass from M. Wright jr. A. d'Alice Q2 (pat) A. Brown 3':27" Q3 (TD) 1yd pass from M. Wright jr. A. d'Alice Q3 (pat) M. Wright jr. 4':33" Q4 (TD) 2yd run |

### Playoff
| Arbitri: | Sala R. Passalacqua Tomaz D. Vitale A. Gentile F. Mariotti A. Pagani |

| |           | |
| Finadri 1':10" Q3 (TD) 22yd pass from D. Rossi Felli Q3 (pat) Alinovi 6':36" Q4 (TD) 79yd kickoff return Felli Q4 (pat) Ampomah 0':00" Q4 (TD) 30yd pass from D. Rossi | Marcatori | L. Melchiorre 7':00" Q1 (TD) 15yd pass from T. Johnson G. Bianco Q1 (pat) A. Rinaldi 3':54" Q2 (TD) 10yd pass from T. Johnson L. Melchiorre 0':56" Q2 (TD) 8yd pass from T. Johnson G. Bianco 6':51" Q4 (FG) 21yd |

## Statistiche di squadra
| Competizione      | %Vittorie | In casa | In casa | In casa | In casa | In casa | In casa | In trasferta | In trasferta | In trasferta | In trasferta | In trasferta | In trasferta | Totale | Totale | Totale | Totale | Totale | Totale |
| Competizione      | %Vittorie | G       | V       | N       | P       | Pf      | Ps      | G            | V            | N            | P            | Pf           | Ps           | G      | V      | N      | P      | Pf     | Ps     |
| ----------------- | --------- | ------- | ------- | ------- | ------- | ------- | ------- | ------------ | ------------ | ------------ | ------------ | ------------ | ------------ | ------ | ------ | ------ | ------ | ------ | ------ |
| Stagione regolare | .750      | 4       | 3       | 0       | 1       | 119     | 70      | 4            | 3            | 0            | 1            | 83           | 76           | 8      | 6      | 0      | 2      | 202    | 146    |
| Playoff           | .000      | 1       | 0       | 0       | 1       | 20      | 22      | 0            | 0            | 0            | 0            | 0            | 0            | 1      | 0      | 0      | 1      | 20     | 22     |
| Totale            | .667      | 5       | 3       | 0       | 2       | 139     | 92      | 4            | 3            | 0            | 1            | 83           | 76           | 9      | 6      | 0      | 3      | 222    | 168    |

## Statistiche personali

### Marcatori
| Giocatore      | Ruolo | TD rush | TD recv | TD int | TD p.ret | TD k.ret | TD oth | Xp1  | Xp2 | FG  | Saf | Totale |
| -------------- | ----- | ------- | ------- | ------ | -------- | -------- | ------ | ---- | --- | --- | --- | ------ |
| Felli          |       | 0+0     | 0+0     | 0+0    | 0+0      | 0+0      | 0+0    | 24+2 | 0+0 | 6+0 | 0+0 | 44     |
| Alinovi        |       | 0+0     | 5+0     | 0+0    | 1+0      | 0+1      | 0+0    | 0+0  | 0+0 | 0+0 | 0+0 | 42     |
| Pooda          |       | 6       | 1       | 0      | 0        | 0        | 0      | 0    | 0   | 0   | 0   | 42     |
| Malpeli Avalli |       | 3       | 0       | 0      | 0        | 0        | 0      | 0    | 0   | 0   | 0   | 18     |
| Polidori       |       | 0       | 3       | 0      | 0        | 0        | 0      | 0    | 0   | 0   | 0   | 18     |
| Ampomah        |       | 0+0     | 1+1     | 0+0    | 0+0      | 0+0      | 0+0    | 0+0  | 0+0 | 0+0 | 0+0 | 12     |
| Canali         |       | 0       | 2       | 0      | 0        | 0        | 0      | 0    | 0   | 0   | 0   | 12     |
| Finadri        |       | 0+0     | 1+1     | 0+0    | 0+0      | 0+0      | 0+0    | 0+0  | 0+0 | 0+0 | 0+0 | 12     |
| Bryant         |       | 1       | 0       | 0      | 0        | 0        | 0      | 0    | 0   | 0   | 0   | 6      |
| Ferraro        |       | 0       | 1       | 0      | 0        | 0        | 0      | 0    | 0   | 0   | 0   | 6      |
| Hennessey      |       | 1       | 0       | 0      | 0        | 0        | 0      | 0    | 0   | 0   | 0   | 6      |
| Team           |       | 0       | 0       | 0      | 0        | 0        | 0      | 0    | 0   | 0   | 2   | 4      |

### Passer rating
| Giocatore | G   | Att   | Comp  | Int | Yds     | TD  | NFL   | NCAA   |
| --------- | --- | ----- | ----- | --- | ------- | --- | ----- | ------ |
| Hennessey | 4   | 88    | 47    | 4   | 655     | 9   | 92,76 | 140,59 |
| D. Rossi  | 5+1 | 98+35 | 49+17 | 7+1 | 470+194 | 5+2 | 56,72 | 96,90  |